# Валяциньский, Адам
Адам Валяциньский (пол. Adam Walaciński; 18 сентября 1928, Краков — 3 августа 2015, там же) — польский композитор, журналист, музыкальный педагог, профессор Краковской музыкальной академии . Заслуженный деятель культуры Польши. Лауреат Государственной премии ПНР (1966).

## Биография
Обучался игре на скрипке в Краковской музыкальной академии у Е. Уминьской, позже — композиции у А. Малявского. В 1948—1956 годах был скрипачом в оркестре Польского радио в Кракове. Член Союза польских композиторов.
Много лет сотрудничал с Польским музыкальным издательством.
С 1972 года преподавал в Музыкальной академии Кракова. В 1992 году ему было присвоено звание профессора. В 1973—1981 годах вёл семинар «Музыка в театре» на режиссёрском факультете Государственной высшей театральной школы в Кракове.

## Творчество
В начале творческого пути заявил о себе, как композиторе театра, кино и телевидения. Автор классической музыки.

## Избранная музыка кино
- 1958 — Маленькие драмы
- 1958 — База мёртвых людей
- 1960 — Цена одного преступления
- 1961 — Мать Иоанна от ангелов
- 1961 — Минувшее время
- 1962 — О тех, кто украл Луну
- 1963 — Дневник пани Ганки
- 1963 — Особняк на Зелёной
- 1965 — Ленин в Польше
- 1966 — Фараон
- 1966 — Четыре танкиста и собака (телесериал)
- 1967 — Где третий король?
- 1967 — Невероятные приключения Марека Пегуса (телесериал)
- 1968 — Почтмейстер
- 1976 — Зелёный — прошлое…
- 1977 — Смерть президента

## Классические сочинения
| - «Dwa mazurki à la maniére de Szymanowski na fortepian» (1953) - «Etiuda fortepianowa» (1953) - «Composizione „Alfa“ na orkiestrę symfoniczną» (1958) - «Kwartet smyczkowy» (1959) - «Inversioni na fortepian» (1961) - «Intrada dla 7 wykonawców» (1962) - «Canto tricolore [wersja I] na flet, skrzypce i wibrafon» (1962) - «Horyzonty na orkiestrę kameralną» (1962) - «Sequenze per orchestra con flauto concertante» (1963) - «Concerto da camera na skrzypce i orkiestrę smyczkową» (1964) - «Fogli Volanti kompozycja graficzna na trio smyczkowe» (1965) - «Canzona na wiolonczelę solo, fortepian preparowany i taśmę» (1966) - «Refrains et réflexions na orkiestrę» (1969) - «Allaloa kompozycja graficzna na fortepian z elektroakustyczną transformacją» (1970) - «Notturno 70 na 24 instrumenty smyczkowe, 3 flety i perkusję» (1970) - «Torso na orkiestrę» (1971) - «On peut écouter… na obój, klarnet i fagot» (1971) | - «Efemerydy na skrzypce i orkiestrę» (1978) - «Jeu libre dla 5 wykonawców» (1983) - "Ballada na flet i fortepian (1986) - «Moments musicaux avec Postlude en hommage à I. S. na 2 fortepiany» (1987) - «Drama e burla na orkiestrę symfoniczną» (1988) - «Valsette à la carte na wiolonczelę i kontrabas» (1990) - «Pastorale na skrzypce, flet i obój» (1992) - «Fantasia sopra „Ave Maris Stella“ na wiolonczelę» (1997) - «Aria per orchestra» (1998) - «Serenata na obój i trio smyczkowe» (1999) - «Duo per viola e violoncello» (1999) - «Un poco di Schubert na orkiestrę smyczkową» (2001) - «Cinque episodi na trio fortepianowe» (2001) - «Trzy pieśni na sopran, wiolonczelę i fortepian» (2001) - «Symfonie ogrodów na orkiestrę» (2003) - «Intermezzo na wiolonczelę solo» (2003) |

## Избранные публикации
- Retrospekcje. Teksty o muzyce XX wieku, Akademia Muzyczna w Krakowie, Kraków 2002

## Награды
- Государственная премия ПНР I степени за музыку к фильму «Фараон» (1966).
- Премия города Кракова (1976)
- Премия министра культуры и искусства III степени за педагогическую деятельность (1981).
- Премия Союза польских композиторов (2003)
- Рыцарский крест Ордена Возрождения Польши
- Золотой Крест Заслуги (Польша)
- Золотая Медаль «За заслуги в культуре Gloria Artis» (2010)
- Заслуженный деятель культуры Польши
- Запись в Почётную книгу жителей Краковского края (1985).